# Helminto

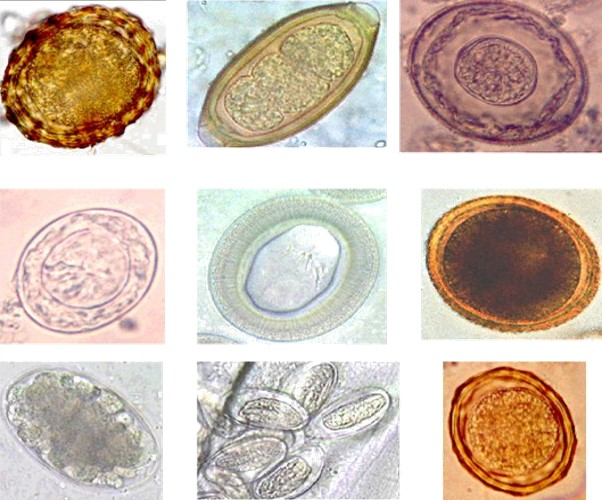
Huevos de diferentes especies de helmintos.

El término helminto (del griego έλμινθος hélminthosďĐ, "gusano") es en principio un sinónimo de verme o gusano, sin valor clasificatorio, que se usa sobre todo en parasitología, para referirse a especies animales de cuerpo largo o blando que infestan el organismo de otras especies. De helminto derivan helmintología, especialidad de la parasitología médica o veterinaria que se centra en los helmintos; helmintiasis, que quiere decir infestación por helmintos; y antihelmíntico, adjetivo que se aplica a los fármacos y otros tratamientos con que se combaten las helmintiasis.
Como no es un grupo taxonómico, es decir, un grupo de la clasificación, sino un concepto ecológico y médico, no pueden generalizarse las características de los helmintos más allá de lo que es común a todos los vermes o gusanos: ser alargados de forma, y blandos, sin un esqueleto que estructure el conjunto de su cuerpo. Animales con estos rasgos físicos y parásitos de otros animales los hay en muchos filos distintos. Los más diversos y de mayor importancia médica o veterinaria se clasifican dentro de dos filos, los nemátodos (Nematoda) y los platelmintos (Platyhelminthes), de estos últimos en dos clases, Trematoda y Cestoda.

## Características distintivas de los grupos mayores de helmintos
|                     | Cestodos                                      | Trematodos                          | Nemátodos                                              |
| ------------------- | --------------------------------------------- | ----------------------------------- | ------------------------------------------------------ |
| Forma               | Plano segmentado                              | Plano no segmentado                 | Cilíndrico                                             |
| Cavidad general     | Ausente (cuerpo macizo)                       | Ausente (cuerpo macizo)             | Pseudoceloma                                           |
| Tubo digestivo      | Ausente                                       | Sin ano; termina en ciego           | Completo: boca y ano                                   |
| Reproducción        | Hermafroditas                                 | Hermafroditas (excepto Schistosoma) | Dioicos                                                |
| Órganos de fijación | Ventosas, botridios y doble corona de ganchos | Ventosas                            | Labios, dientes, extremo filariforme, placas dentarias |